# Henman Sevogel
Henman Sevogel († 25. August 1444 in Basel) war ein Schweizer Politiker, der in der Schlacht bei St. Jakob an der Birs fiel.
Henman Sevogel stammte aus einem seit dem frühen 14. Jahrhundert nachgewiesenen Basler Achtburgergeschlecht. Sein Vater Petermann Sevogel erwarb 1388 die Burg Wildenstein und pflegte einen ritterlichen Lebensstil. 1419 wird Henman erstmals als Minderjähriger erwähnt. Ab 1427 war er Ratsherr der Achtburger. Er heiratete Margaretha Anna von Eptingen aus einem einflussreichen regionalen Adelsgeschlecht. Am 25. August 1444 fiel Henman Sevogel, der als Hauptmann eine Truppe von ungefähr 300 Mann aus der Landschaft Basel kommandierte, in der Schlacht von Sankt Jakob an der Birs.
In Basel ist die Sevogelstrasse nach ihm benannt. 